# Alejandro Beltrami
Alejandro J. Beltrami fue un joven actor y animador argentino de cine, radio y teatro.

## Carrera
Por su personalidad dicharachera, improvisadora y dinámica como pocos, Alejandro Baltrami se lució como animador de varias emisoras importantes de la época del '30 en adelante como Radio El Mundo.
En cine hizo algunas participaciones durante la época dorada de la cinematografía argentina. Se inició con el film Alas de mi patria de 1939, con Enrique Muiño, Malisa Zini y Delia Garcés. Y se despidió con La mentirosa en 1942, junto a la gran Niní Marshall, Miguel Gómez Bao y Pablo Palitos. En muchas de sus películas trabajó bajo la dirección de  Carlos Borcosque, José Agustín Ferreyra y Luis César Amadori.
Cayendo la década el 50 su imagen se fue desapareciendo de la escena argentina.

## Filmografía
- 1942: La mentirosa.
- 1940: El ángel de trapo.
- 1939: Chimbela.
- 1939: Alas de mi patria.